# El Antiguo

El Antiguo desde el aire

El Antiguo o Antiguo (Antigua en euskera) es uno de los 17 barrios o distritos en que se divide a efectos administrativos la ciudad de San Sebastián desde 2003. Este barrio está limitado al norte por el mar Cantábrico, al noreste por la bahía de la Concha, al este por Ayete, salvo en un pequeño tramo donde limita con el Centro (paseo de Miraconcha), al suroeste con Ibaeta y al oeste con el barrio de Igueldo.

## Divisiones del distrito
Según el Plan General de Ordenación Urbanística,. este barrio se puede dividir en las siguientes zonas urbanas:
- Miramar-Ondarreta
- El Antiguo
- Seminario
- Txantxa Erreka
- Lizarriturri
- Benta Berri
- Campus Universitario Norte
- Ensanche de Ondarreta
- Ciudad Jardín de Ondarreta (I)
- Ciudad Jardín de Ondarreta (II)
- Miranda Alde
- Erregenea
- Torre Satrustegi
- Carretera del Faro
- Parque de Atracciones.

También incluye una zona rural en su parte más occidental, que coincide con el conocido popularmente como monte Igueldo (más propiamente monte Txubillo), que tiene en su cima el Parque de Atracciones Monte Igueldo.

### Miramar-Ondarreta

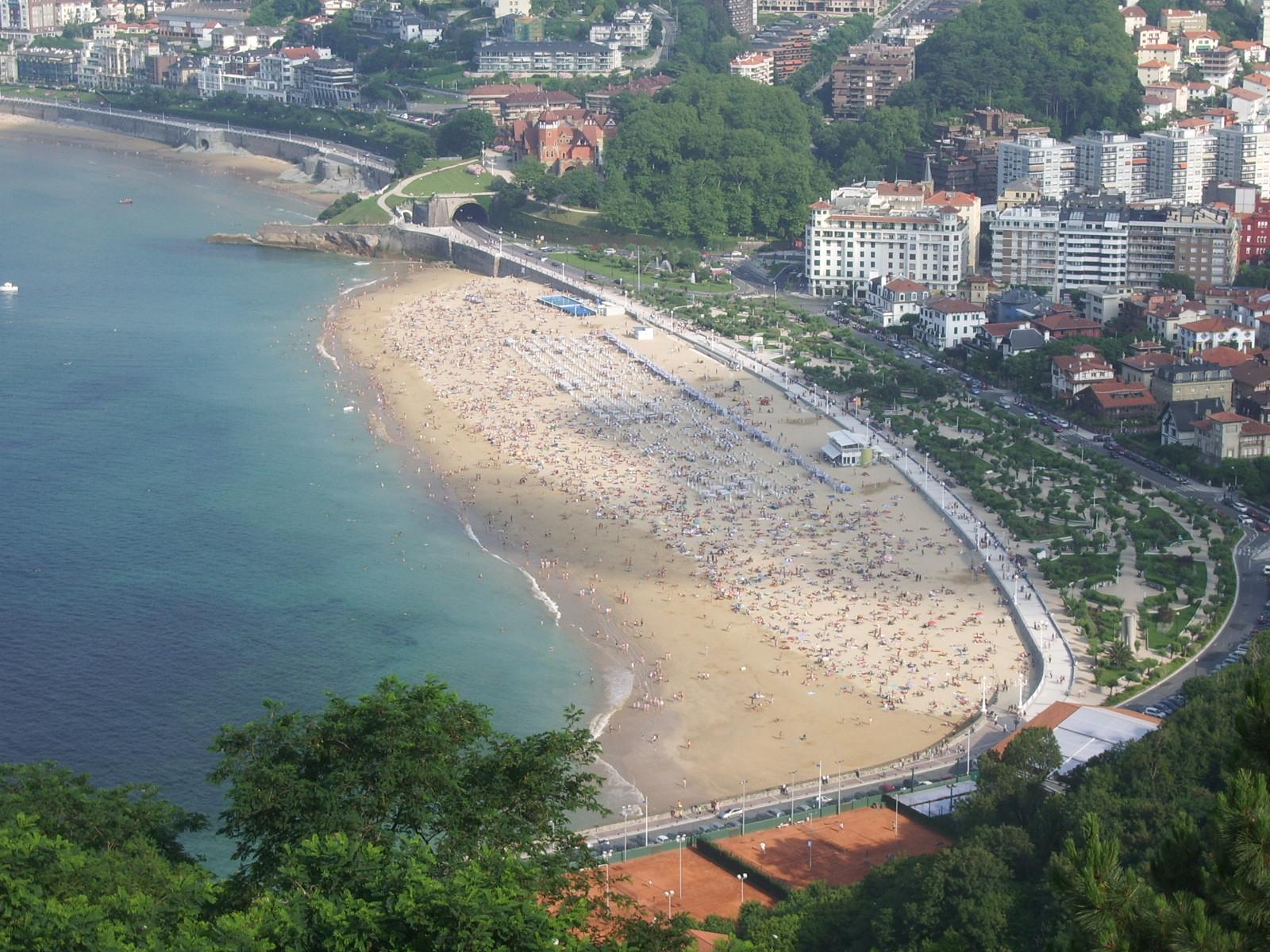
Miramar-Ondarreta.

Se corresponde a la franja litoral del distrito situada sobre la parte oriental de la bahía de la Concha. Esta zona va desde el túnel del Antiguo hasta el Peine del Viento y comprende el área entre la línea de la costa (en su mayor parte formada por la playa de Ondarreta) y la ciudad edificada. Esta zona engloba 9,6 hectáreas.
Algunos de los elementos más emblemáticos y conocidos del distrito del Antiguo se encuentran en esta área:
- Palacio de Miramar y sus jardines. Construido entre 1889 y 1893 en estilo inglés. Fue residencia de verano de la regente María Cristina y propiedad de la familia real española, hasta que fue cedido al Ayuntamiento en 1972.
- Jardines de Ondarreta. Ocupan el espacio urbano entre la playa de Ondarreta y la Ciudad Jardín de Ondarreta.
- Instalaciones del Real Club de Tenis de San Sebastián.
- Plaza del Peine del Viento, conjunto escultórico de Eduardo Chillida sobre una obra arquitectónica de Luis Peña Ganchegui. Construido en 1976, es desde entonces uno de los símbolos de la ciudad de San Sebastián.

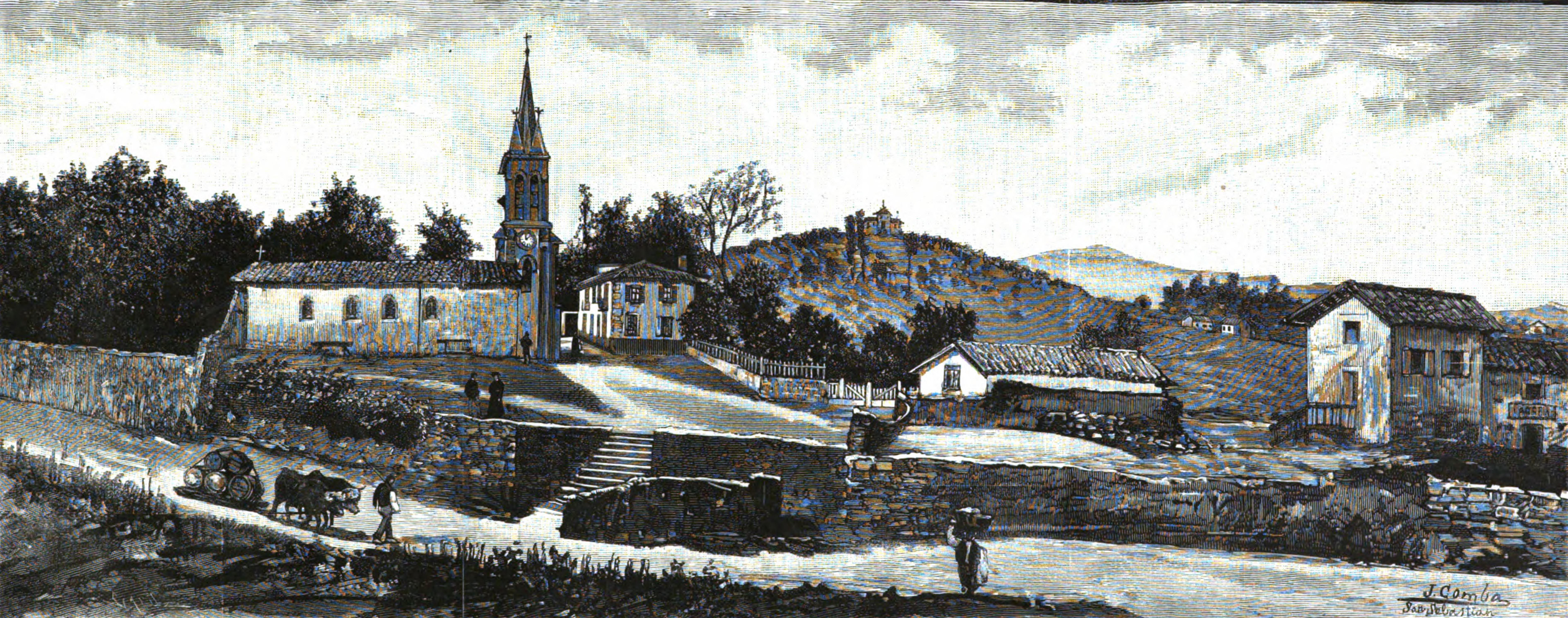
«San Sebastián.—La vieja iglesia de San Sebastián "el Antiguo" y sus alrededores, antes de la construcción del palacio de Miramar» (La Ilustración Española y Americana, 15 de septiembre de 1890)

El Palacio de Miramar ocupa, junto con sus jardines, un promontorio que domina la bahía de la Concha. En esta ubicación se encontraba antiguamente situado el monasterio consagrado al santo Sebastián que precedió en algunos siglos a la fundación de la ciudad y que le vino a dar su nombre. El primer documento escrito que menciona el Monasterio de San Sebastián es el documento de donación por parte del rey Sancho el Mayor de Pamplona de dicho monasterio al Monasterio de Leyre, documento fechado en 1014, aunque la mayor parte de los historiadores lo consideran una falsificación posterior. En los siglos XI y XII, el monasterio de San Sebastián, al mismo tiempo que centro espiritual, lo era de la naciente vida social y administrativa de la población de esta zona, que formaba una pequeña comunidad de pescadores y agricultores y que según algunos cronistas se llamaba "Izurun". Esta población se encontraba englobada dentro de un ámbito mayor, que era el valle de Hernani. Cuando otro rey pamplonés, Sancho el Sabio, funda oficialmente en 1180 la villa de San Sebastián, la villa amurallada no se ubicará en el emplazamiento del monasterio y del principal núcleo de población preexistente, sino en otro emplazamiento cercano, a 2 kilómetros de distancia y al pie del monte Urgull, que constituirá la futura Parte Vieja de la ciudad. A partir de entonces, el monasterio en los siglos posteriores pasará a ser conocido como iglesia de San Sebastián "el Antiguo" y se constituirá en iglesia parroquial del barrio adyacente situado extramuros de la ciudad. En 1546, Alonso de Idiáquez fundó un convento de dominicas agregado a esta Iglesia Parroquial de San Sebastián. Se cree que la famosa "monja alférez", Catalina de Erauso, estuvo enclaustrada en este convento. Tanto la iglesia como el convento resultaron destruidos en 1836 durante la primera guerra carlista. La iglesia fue reconstruida tras la guerra en menores proporciones, no así el convento; y la comunidad de monjas, con casi tres siglos de historia a sus espaldas, se trasladó a otra ubicación. Cuando a finales del siglo XIX se proyectó la construcción del Palacio de Miramar para uso y disfrute de la familia real española en sus vacaciones veraniegas, esta iglesia ocupaba el solar elegido. Tras obtener los permisos de las autoridades religiosas en agosto de 1888, una orden ministerial fechada el 1 de septiembre de 1888 ordenó la permuta de terrenos por la cual se asignaba un solar cercano a la construcción de una nueva iglesia. Esta se construyó en su actual ubicación utilizando piedras procedente del anterior templo y fue inaugurada el 8 de septiembre de 1889.

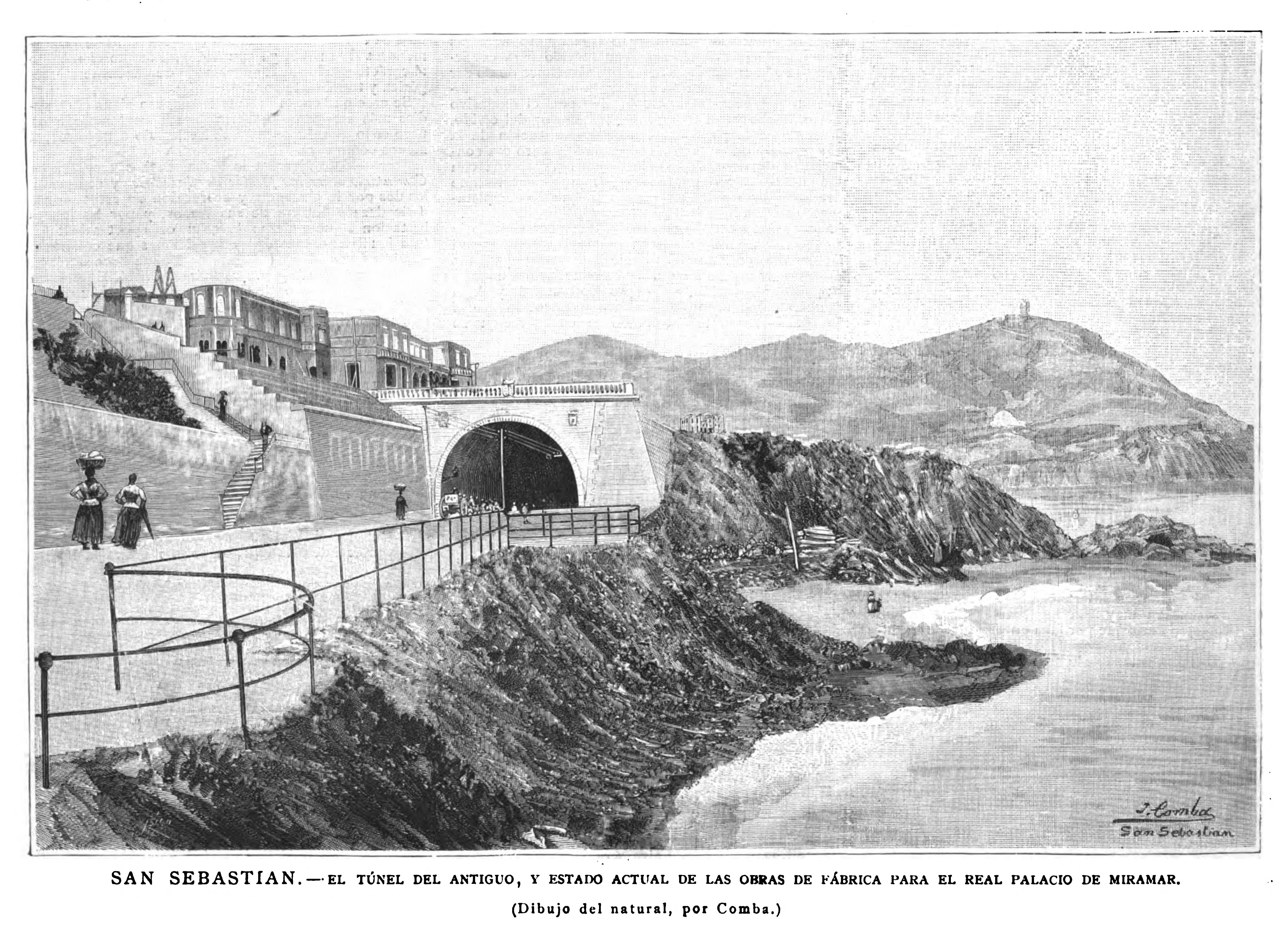
«San Sebastián.—El túnel del Antiguo, y estado actual de las obras de fábrica para el Real Palacio de Miramar» (La Ilustración Española y Americana, 15 de septiembre de 1890)

Una vez trasladada la parroquia a su nueva ubicación comenzaron en 1889 las obras de construcción del Palacio Real de Miramar. Para disponer de terreno hubo que adquirir multitud de parcelas particulares pequeñas, realizar considerables obras de desmonte a causa de la irregularidad del terreno y hacer una desviación de la carretera, que desde entonces pasa bajo la finca en un falso túnel que tiene 100 metros de longitud, 14 de anchura y otros tantos de altura. Así nació el túnel del Antiguo, que se convirtió en el portal de entrada al barrio si se llegaba desde el centro de la ciudad y en el elemento simbólico que separaba El Antiguo del resto de la ciudad.

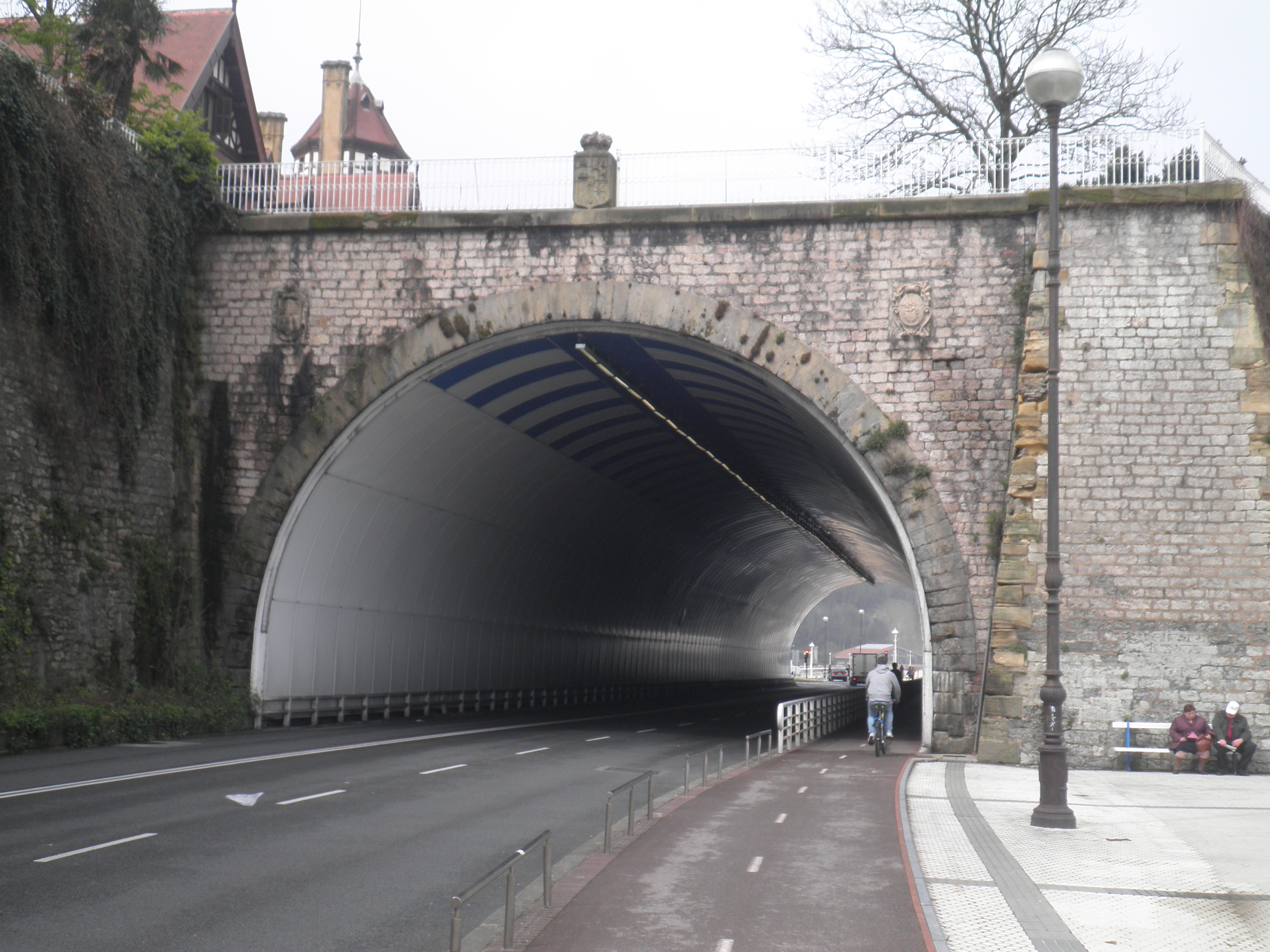
Túnel del Antiguo.

El conjunto de la finca llegó a tener ocho hectáreas de extensión, mucho más que en la actualidad, encerradas en un muro de circunvalación y rodeadas de caminos públicos. El autor de los planos fue el arquitecto británico Selden Wornum, el arquitecto municipal José Goicoa fue el director de las obras y el contratista Benito Olasagasti. El carácter adoptado para la construcción fue el tipo inglés de "cottage" de la época de la reina Ana, combinado con el estilo gótico. En la planta baja estaban situadas las piezas de recepción, la antesala, hall, sala de espera, vestíbulo, billar, gabinete de lectura y comedor, todas ellas decoradas con buenos materiales, aunque con sobriedad en su empleo, sin lujo, pero con suma elegancia. El piso principal estaba destinado a las habitaciones de la familia real y de las damas. En el piso segundo estaban los cuartos de servicio. El palacio fue inaugurado por la familia real en el verano de 1893.

### El Antiguo
Se corresponde al "corazón" de este barrio, que se compone como eje principal por la calle Matía. Se trata de una calle que tradicionalmente ha contado con numerosos bares y tiendas de proximidad, por lo que constituye el tradicional eje comercial del distrito. En esta zona se encuentra la parroquia del barrio (iglesia de San Sebastián del Antiguo), el antiguo mercado, así como el frontón de pelota vasca del barrio. Sociedades gastronómicas de gran tradición (Istingorra) y clubes deportivos, como el Antiguoko, tienen su sede aquí. Completan el "centro" de El Antiguo calles adyacentes (Aizkorri, Errotatxo, Escolta Real, grupo Nuestra Señora de Aránzazu, Istingorra, Juan de Garay, Maestro Guridi, Sukia, Ondarbide, paseo de Hériz (primeras rampas), paseo de los Miqueletes, plaza Alfonso XIII, plaza Gorgatxo, plaza Txalupagillene, Serrano Anguita, Sukia,etc.).

### Seminario

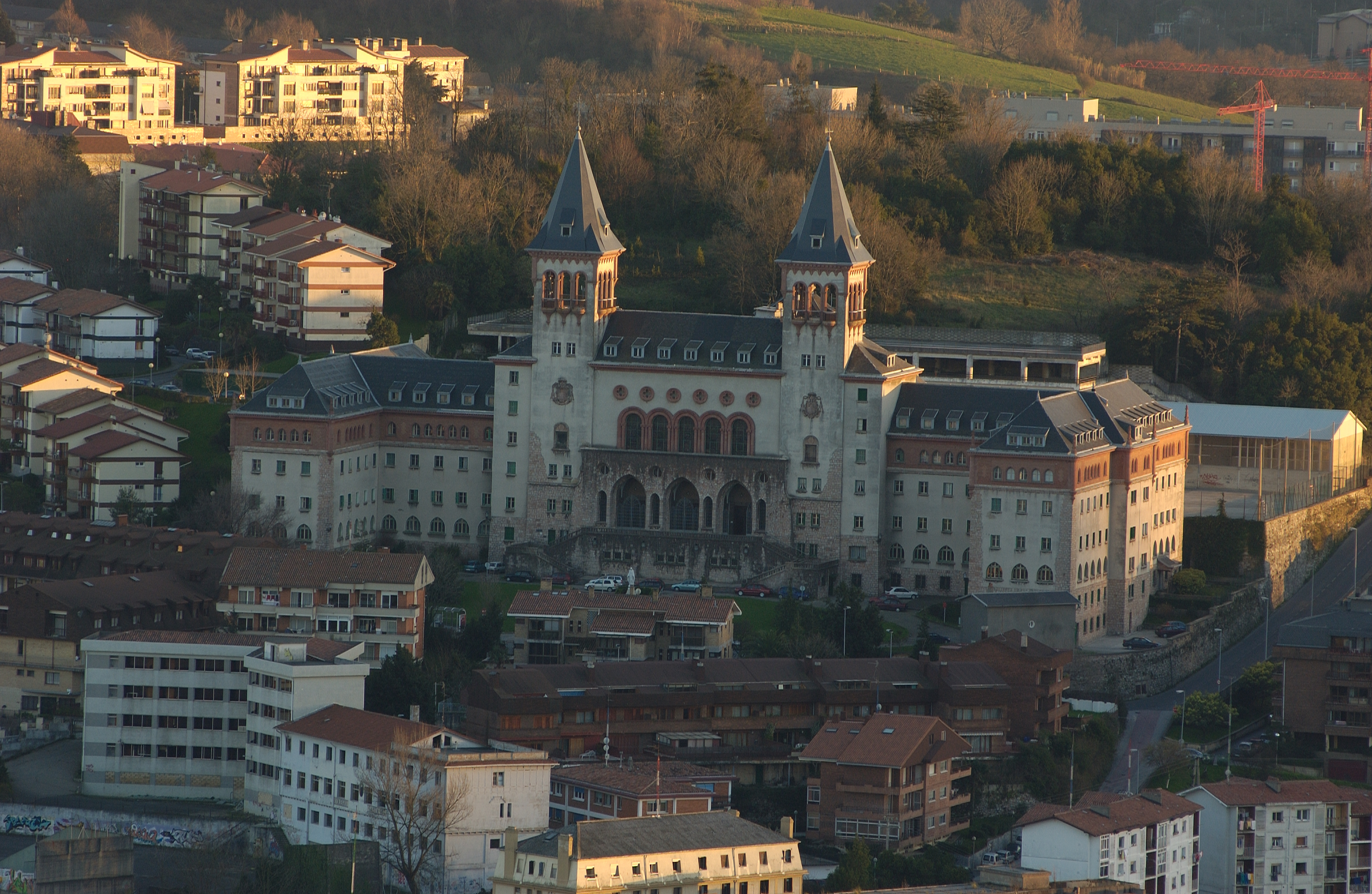
Seminario de San Sebastián.

Se conoce con el nombre genérico de "zona del seminario" a la parte del barrio de El Antiguo situada en las pendientes que van desde las partes bajas llanas del barrio (lo que propiamente es El Antiguo) hasta los altos de Lugaritz. El nombre se debe a la mole del edificio del seminario diocesano que domina toda esa área, siendo su edificio más significativo y reseñable. Se trata de un área bastante extensa y fundamentalmente residencial con poco comercio. La principal arteria de esta zona es el paseo de Hériz, una larga calle zigzagueante que asciende desde la calle Matía hasta el edificio del seminario. 

### Txantxa Erreka
Suele ser más conocido por el nombre de su vía principalː la avenida de Pío Baroja. Txantxa Erreka o Sanserreka es el nombre de un caserío que había antiguamente en esa zona. Aquí se ubican el conocido Hotel Costa Vasca y el Polideportivo Municipal Pío Baroja.

### Lizarriturri

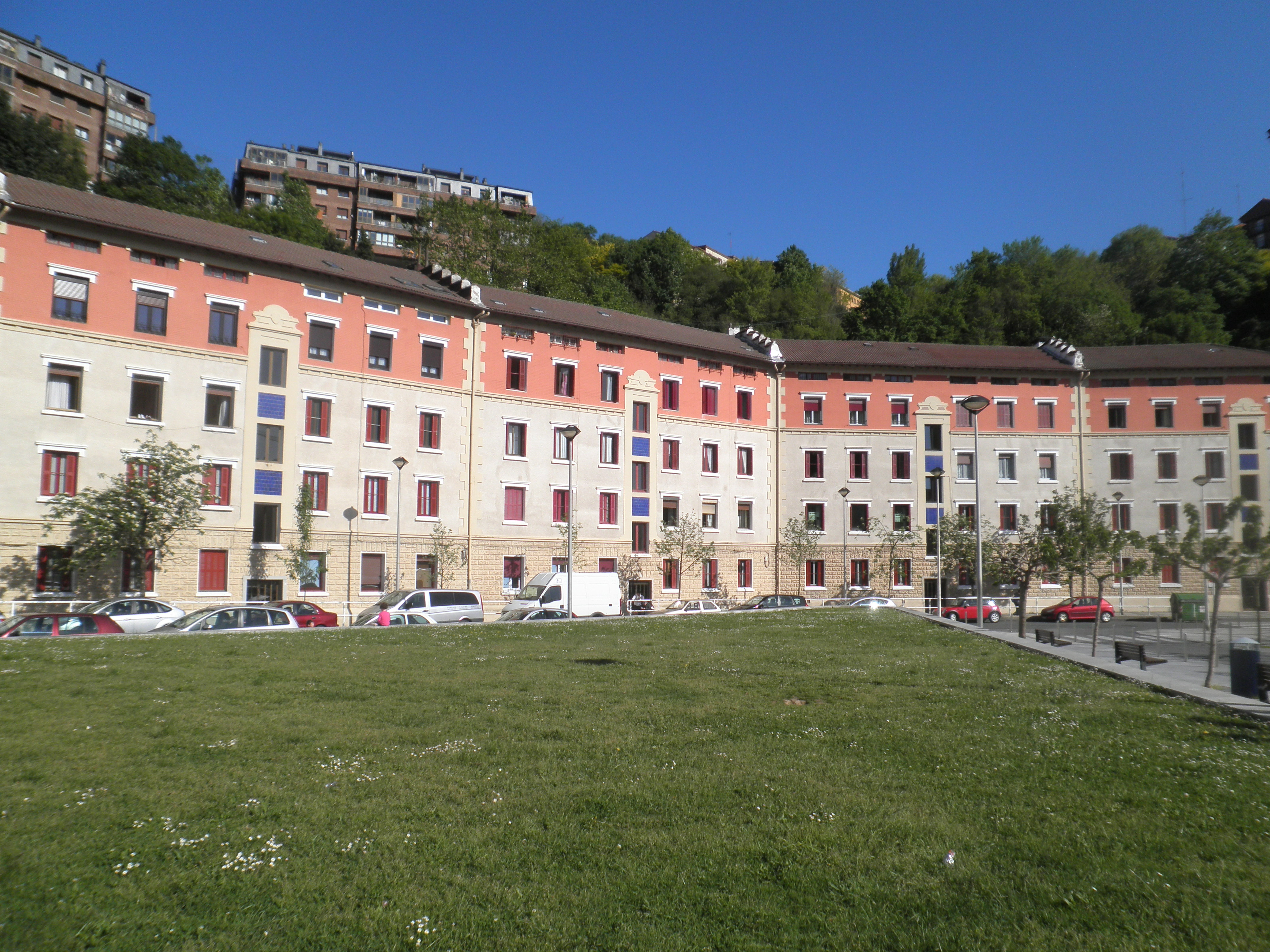

Esta barriada fue construida entre finales del siglo XIX y mediados del XX para los trabajadores de la fábrica de jabones "Lizariturry y Rezola" como una colonia de "casas obreras". Esta empresa, que fabricaba la famosa marca de jabón «Lagarto», tenía sus instalaciones en la vecina zona industrial de Venta-Berri (hoy desaparecida). Lizarriturri es una de las barriadas más pequeñas del Antiguo. Se compone solamente de una hilera de casas de 3 alturas alineadas a lo largo del primer tramo de la avenida de Zarautz, pero ha conservado su distinción por tratarse de una colonia de "casa obreras" construida muy anteriormente y con una arquitectura muy diferente a las zonas adyacentes.

### Benta Berri

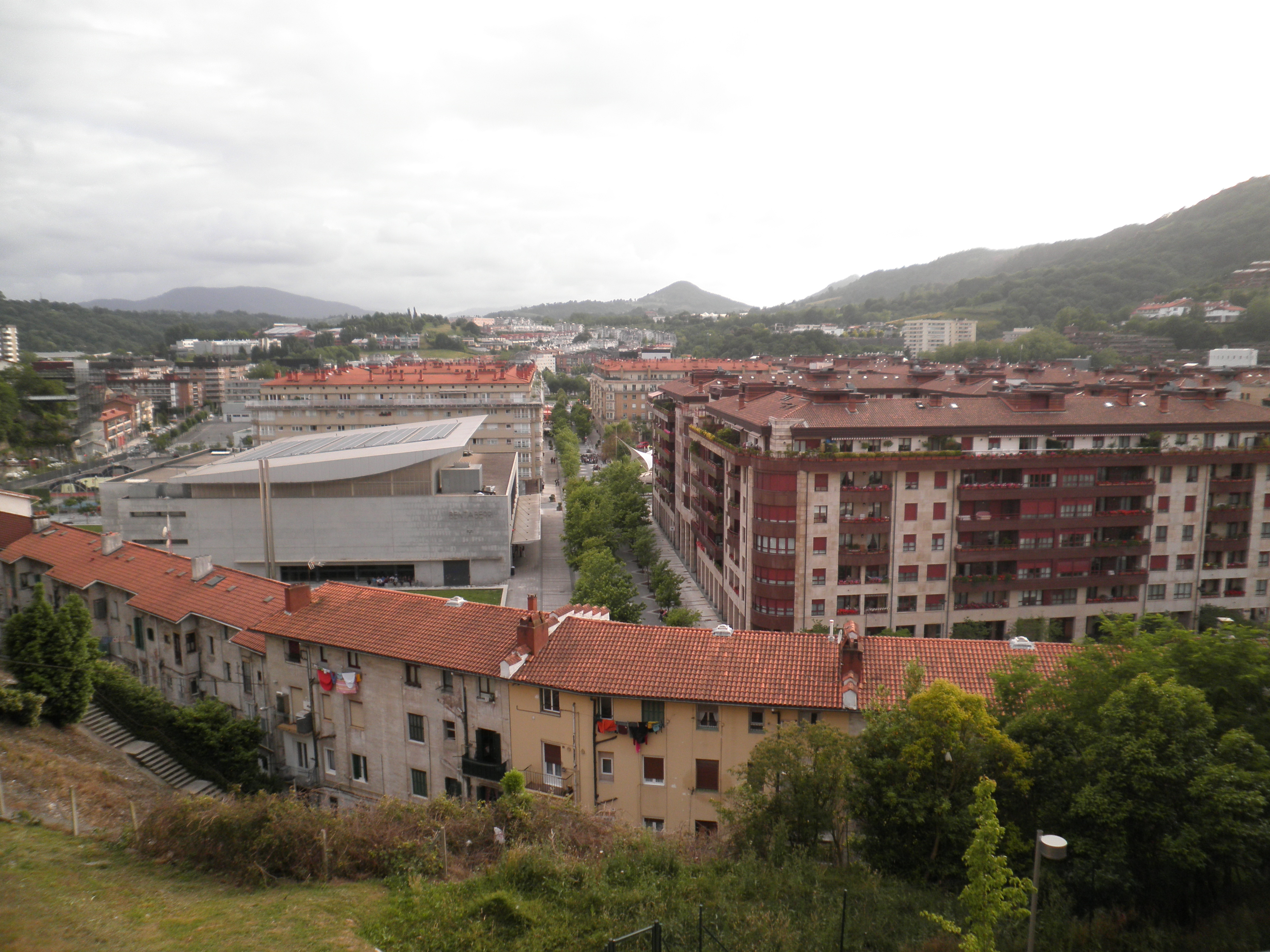
En primer plano, la hilera de casas que forman Lizarriturri y, en segundo, el ensanche de Benta Berri

Benta Berri quiere decir "venta nueva" en euskera. Recibe su nombre de una antigua venta y sidrería que se ubicaba en la zona y que dio su nombre a toda esta área. Venta Berri (pues ese era su antiguo nombre), creció a partir del último tercio del siglo XIX, aparte de un reducido conjunto de casas, básicamente como la zona industrial de El Antiguo. Aquí se hallaban entre otras las famosas fábricas de "Cervezas el León" (Keler), "Chocolates Suchard" y "Lizarriturry y Rezola" (jabón Lagarto). Sin embargo, la actividad industrial fue desapareciendo a finales del siglo XX, bien porque las empresas se trasladaron fuera de la ciudad o porque cerraron. Cesada la actividad industrial, en la década de 1990 se llevó a cabo una completa reordenación urbanística de la zona. Se derribaron los edificios industriales y también el pequeño conjunto de casas original de Venta Berri y se construyó el actual barrio. Se trata de un barrio residencial con tipología de ensanche. Es considerado como el ensanche del barrio de El Antiguo propiamente dicho. Desde su construcción se ha consolidado como un centro complementario de actividad al anteriormente consolidado de El Antiguo y sirve también como centro de servicios al vecino distrito de Ibaeta. Se trata de un barrio joven y dinámico, que a su función residencial une una importante actividad terciaria. Este barrio dispone de numerosos establecimientos hosteleros, comercios, organismos públicos y unos multicines.
Además en Benta Berri existe un centro de educación secundaria (IES Antigua-Luberri), un complejo deportivo (Polideportivo de Benta Berri), la Facultad Politécnica del Campus Universitario de San Sebastián, la sede de la Cámara de Comercio de Guipúzcoa y oficinas de algunas instituciones públicas, como la Dirección General de Tráfico (oficina del carné de conducir). El barrio está limitado al Norte y el Oeste por la avenida de Tolosa y al Sureste por la avenida de Zarautz. En el centro del barrio hay un parque en la plaza José María Sert. 

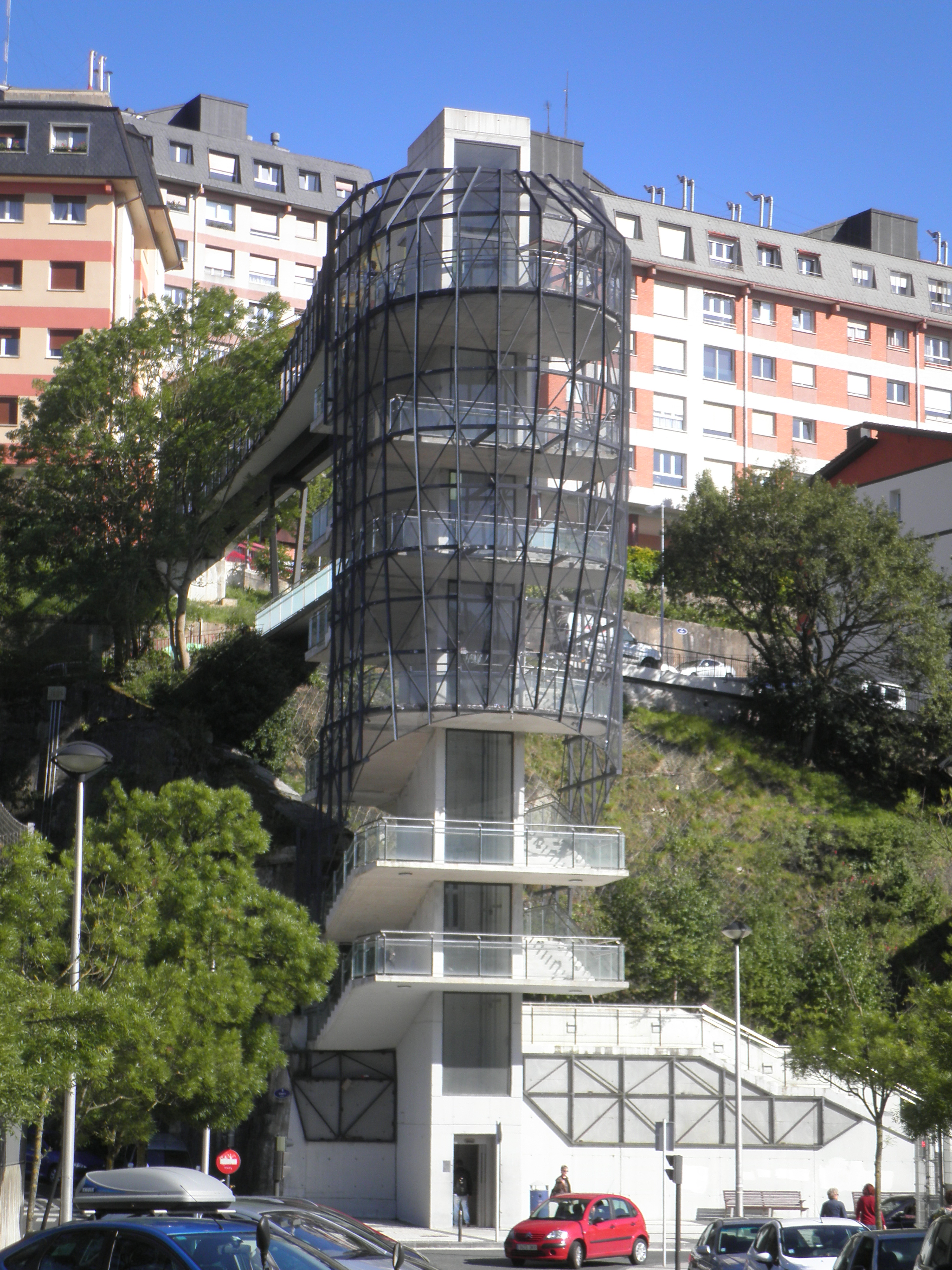
Igogailua luberri

### Campus Universitario Norte

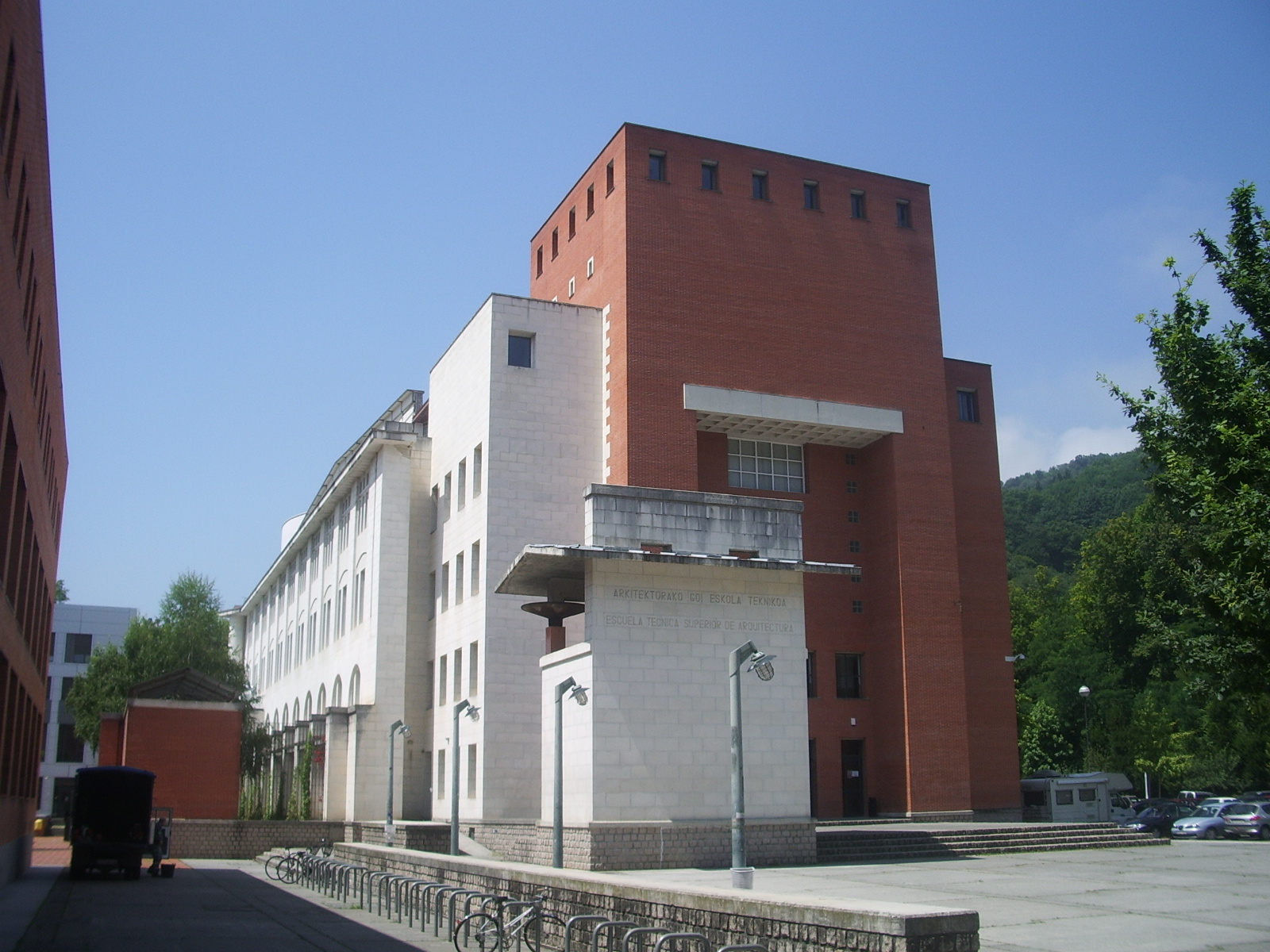
Edificio de la Escuela Técnica Superior de Arquitectura de San Sebastián.

Se trata de una porción de terreno rectangular de 2,8 hectáreas situada junto a la avenida de Tolosa y a modo de enclave dentro del Ensanche de Ondarreta, que lo envuelve por tres de sus lados. Dentro del mismo se ubica una pequeña parte del Campus de Guipúzcoa de la Universidad del País Vasco. Muchas de las facultades de este campus se encontraban dispersas por diferentes localizaciones de San Sebastián antes de la década de 1990, algunas de ellas en instalaciones precarias o no del todo adecuadas para su función. Por aquel entonces existía un núcleo de facultades ya consolidado en el barrio de Ibaeta (Derecho, Informática, Químicas, etc.) y se decidió trasladar las facultades dispersas por la ciudad a una ubicación cercana a Ibaeta para constituir un auténtico campus universitario. A las nuevas sedes de tres de esas facultadesː Magisterio, Empresariales y Arquitectura, se les buscó una nueva ubicación que, si bien no estaba alejada del Campus de Ibaeta más que unos pocos cientos de metros, sí que formaba una unidad separada urbanísticamente del resto del campus y desgajada en cierta manera del mismo. Es lo que se denomina "Campus Universitario Norte". Está zona está formada por una plaza abierta hacia la avenida de Tolosa (plaza de Oñate) alrededor de la que se colocan esas tres facultades: la Escuela Técnica Superior de Arquitectura de San Sebastián, la Escuela Universitaria de Magisterio de San Sebastián y la Escuela Universitaria de Estudios Empresariales.

### Ensanche de Ondarreta
Esta zona fue construida en su mayor parte durante la década de 1990, en paralelo a la urbanización de Benta Berri. Limitado al sureste por la avenida de Tolosa, que lo separa de Benta Berri, al Noreste por la calle Pamplona-Iruñea que lo separa de la ciudad jardín de Ondarreta y al Noroeste por la carretera de subida a Igueldo. Se construyó como un barrio residencial con tipología de ensanche, aunque tuvo un carácter de zona residencial de mayor standing que Benta Berri, al carecer de viviendas de protección oficial y ser la prolongación de una de las zonas consideradas más exclusivas de la ciudad. Posee una superficie de 11,6 hectáreas.

### Ciudad Jardín de Ondarreta
La Ciudad Jardín de Ondarreta, conocida popularmente como las "villas de Ondarreta" o simplemente como "Ondarreta", es una zona residencial de baja densidad en un entorno privilegiado junto a la playa de Ondarreta. La avenida de Satrústegui la separa al Noreste de los jardines y la playa, mientras que por el sureste la avenida de Zumalacárregui la separa de lo que propiamente es el barrio de El Antiguo. Esta zona comenzó a ser urbanizada en la década de 1920, después de que el Ayuntamiento. En manzanas regularmente parceladas se fueron construyendo villas unifamiliares de gran calidad arquitectónica en la que se asentaron

### Torre Satrústegui
Se trata de una franja de terreno situada en la ladera este del monte Igueldo al borde de la avenida de Satrústegui. La edificación más significativa y la que da nombre a esta zona es la Torre Satrústegui, un palacete residencial construido en 1883 por Joaquín Satrústegui e inspirado en el renacimiento inglés del siglo XVII. Este palacio sirvió como residencia veraniega a la regente María Cristina durante algunos años, antes de que se construyera el Palacio de Miramar. La Torre Satrústegui fue propiedad de la familia homónima hasta que su anterior propietario, el barón Enrique de Satrústegui Abrisqueta, lo cedió para uso público. La familia Satrústegui tuvo un papel relevante en la urbanización del barrio de El Antiguo. Este edificio está catalogado actualmente como monumento. A la Torre Satrústegi se accede a través de un camino que sale del paseo de Igueldo. La Torre Satrústegui posee una extensa finca y está rodeado de un jardín y de una extensa zona de arbolado. Además de la Torre de Satrústegui y de su finca forman esta área varias edificaciones residenciales adyacentes, que ocupan terrenos que fueron antiguamente parte de la finca. Se trata de un edificio situado al norte, al que se accede a través del paseo del Faro, y de otras dos edificaciones situadas al principio del camino que da accedo a la torre. Toda esta zona ocupa 5,5 hectáreas.

### Carretera del Faro
Se trata de otra bolsa de terreno de 3,9 hectáreas en la ladera sureste del monte Igueldo. Se halla por encima de las instalaciones del Real Club de Tenis. Esta barriada incluye en su parte más baja, adyacente al Tenis, la estación del funicular de Igueldo que da acceso al parque de atracciones situado en la cima del monte Igueldo. Zigzagueando en paralelo al trazado del funicular, sube el vial conocido como carretera o paseo del Faro, debido a que da acceso al faro del monte Igueldo, así como al antes mencionado parque de atracciones. Buena parte de la carretera está ocupada por edificaciones residenciales que se escalonan una encima de otra. Esta zona comenzó a ser urbanizada a principios del siglo XX con la construcción de villas unifamiliares, pero fueron siendo sustituidas poco a poco por viviendas colectivas, lo que contribuyó a densificar esta zona. Sin embargo, permanece como una zona de las zonas más exclusivas de la ciudad.

### Parque de Atracciones
Se trata de un terreno situado en la cumbre de la parte más oriental del monte Igueldo. En él se ubica el Parque de Atracciones Monte Igueldo, junto con una instalación hotelera, otra hostelera, además de una central repetidora de radio y televisión y la estación superior del funicular del monte Igueldo.

## Historia
Se conoce este barrio como "El Antiguo", porque según la tradición formó el núcleo de población original de la ciudad de San Sebastián. Antes de la fundación de la ciudad, en la ubicación del actual Palacio de Miramar, se encontraba el monasterio de San Sebastián, que fue el que dio su nombre a la ciudad cuando fue fundada a finales del siglo XII. El monasterio dio paso a la iglesia de San Sebastián el Antiguo, de la que derivaría finalmente el nombre del barrio. Esta iglesia desapareció con la construcción del Palacio de Miramar, pero la actual parroquia sigue siendo la única de la ciudad consagrada al patrón San Sebastián. 
Fue una zona agrícola extramuros de la ciudad hasta el siglo XIX. En aquel siglo se cubrió la zona de marismas que forma la parte llana del barrio ganando esos terrenos al mar. A partir de entonces comenzaron a establecerse industrias que dieron un carácter obrero al barrio. En el año 1860, Juan Lizarriturry estableció la primera fábrica del barrio.

## Callejero del barrio
- Adarra, Plaza de / Adarra Plaza (1971)
- Aitzgorri, Calle del / Aizkorri Kalea  (1971)
- Alfonso XIII de España, Plaza de / Alfontso XIII.aren Plaza (Alfonso XIII, 1893; Doctor Urrutia, 1931; Alfonso XIII, 1937)
- Antonio Gaztañeta, Calle de / Antonio Gaztañeta Kalea (1994)
- Bayona, Plaza de / Baiona Plaza (1992)
- Bentaberri, Calle de / Bentaberri Kalea (Venta Berri, 1963)
- Bentaberri, Plaza de / Bentaberri Plaza (1994)
- Bertsolari Xalbador, Calle del / Xalbador Bertsolariaren Kalea (1994)
- Brunet, Calle de / Brunet Kalea (1934)
- Daira de Bojador, Plaza de la / La Daira de Bojador Plaza (1992)
- Donibane Garazi, Calle de / Donibane Garazi Kalea (1992)
- Eduardo Chillida, Paseo de / Eduardo Chillida Pasealekua (2002)
- Eguzkitza, Plaza de / Eguzkitza Plaza (1994)
- Elías Salaverría, Calle de / Elias Salaberria Kalea (1994)
- Errota-Aundieta, Plaza de / Errota-Aundieta Plaza (1994)
- Errotatxo, Calle de / Errotatxo Kalea (1962)
- Errotatxo, Plaza de / Errotatxo Plaza (1962)
- Escolta Real, Calle de la / Erregezaintza Kalea (Pasaje de Lugariz, Escolta Real, 1937)
- Europa, Plaza de / Europa Plaza (1992)
- Faro, Paseo del / Itsasargi Pasealekua (1962)
- Funicular, Plaza del / Funikular Plaza (1988)
- Gantxegi, Camino de / Gantxegi Bidea (1982)
- Gascuña; Chillardegui, Plaza de / Gaskonia Plaza (1994); Txillardegi Plaza
- Gerrane, Camino de / Gerraene Bidea (Lugariz, 1982; Gerraene, 1996)
- Gorgatxo, Calle / Gorgatxo Kalea (2018)
- Heriz, Paseo de / Heriz Pasealekua (1930)
- Igueldo, Paseo de / Igeldo Pasealekua (Cuesta de Igueldo, 1962)
- Infanta Beatriz de Borbón, Calle de la / Beatriz Infantaren Kalea  (¿?)
- Infanta Cristina de Borbón, Calle de la / Cristina Infantaren Kalea  (¿?)
- Infante Don Juan de Borbón, Calle del /Juan Infantearen Kalea (¿?)
- Istingorra, Calle de / Istingorra Kalea (Matía Patio, Istingorra, 1971)
- Isturin, Calle de / Isturin Kalea (1994)
- Izurun, Plaza de / Izurun Plaza (1998)
- José Goikoa, Calle de / José Goikoa Kalea (1994)
- José María Arizmendiarrieta, Calle de / José María Arizmendiarrieta Kalea (2005)
- José María Sert, Plaza de / José María Sert Plaza (Hirutxulo, 1994; J.M.Sert, 1996)
- Juan Astigarribia, Calle de / Juan Astigarribia Kalea (2005)
- Juan de Garay, Calle de / Juan Garai Kalea (Juan de Garay, 1925)
- Julio Caro Baroja, Plaza de / Julio Caro Baroja Plaza (1996)
- Konporta, Plaza de / Konporta Plaza (1994)
- Logroño, Calle de / Logroño Kalea (1992)
- Loretopea, Túnel de / Loretopeko Tunela (2017)
- Maestro Guridii, Calle del / Guridi Musikariaren Kalea (1963)
- Manuel Lekuona, Calle de / Manuel Lekuona Kalea (1994)
- Marbil, Camino de / Marbil Bidea (1988)
- Marbil, Parque de / Marbil Parkea (2001)
- Matía, Calle de / Matia Kalea (1893)
- Mauleón, Calle de / Maule Kalea (1992)
- Mikel Laboa, Plaza / Mikel Laboa Plaza (2018)
- Miguelete, Paseo de los / Mikelete Pasealekua (Miqueletes, 1971)
- Miraconcha, Paseo de / Mirakontxa Pasealekua (¿?)
- Miramar, Parque de / MIramar Parkea (1971)
- Miranda, Calle de / Miranda Kalea (1994)
- Munibe, Calle de / Munibe Kalea (1962)
- Nuestra Señora de Aránzazu, Grupo / Arantzazuko Andre Mariaren Auzunea  (1982)
- Oihenart, Calle de / Oihenart Kalea (1994)
- Olarain, Calle de / Olarain Kalea (1992)
- Ondarbide, Calle de / Ondarbide Kalea (1962)
- Ondarreta, Jardines de / Ondarretako Lorategiak (1998)
- Ondarreta, Paseo de / Ondarreta Pasealekua (Calle Ondarreta, 1988)
- Oñate, Plaza de / Oñati Plaza (1992)
- Padre Meagher, Plaza del / Aita Meagher Plaza (1994)
- Palacio, Calle del / Jauregi Kalea (1971)
- Pamplona, Calle de / Iruñea Kalea (1992)
- Pedro Manuel Ugartemendia, Calle de / Pedro Manuel Ugartemendia Kalea (1994)
- Pío Baroja, Paseo de / Pio Baroja Pasealekua (Calle de Pío Baroja, 1971)
- Plymouth, Plaza de / Plymouth Plaza (1992)
- Portuenea, Calle de / Portuenea Kalea (2014)
- Reno, Plaza de / Reno Plaza (1992)
- Resines y Olóriz, Plaza de / Resines eta Oloriz Plaza (2001)
- Resurrección María de Azkue, Calle de / Resurrección María de Azkue Kalea (1994)
- Rosario Artola, Calle de / Rosario Artola Kalea (2010)
- Sagastizar, Plaza de / Sagastizar Plaza (1994)
- Sanserreka, Paseo de / Sanserreka Pasealekua (1994)
- Sansustenea, Calle de / Sansustenea Kalea (2014)
- Satrustegi, Paseo de / Satrustegi Pasealekua (Paseo de Satrústegui, 1918)
- Serrano Anguita, Calle de / Serrano Anguita Kalea (1962)
- Simona de Lajust, Calle de / Simona Lajust Kalea (1994)
- Sukia, Calle de / Sukia Kalea (Suquía, 1940)
- Tolosa, Avenida de / Tolosa Hiribidea (1956)
- Txalupagillene, Plaza de / Txalupagillene Plaza (1996)
- Txapaldegi, Plaza de / Txapaldegi Plaza (1994)
- Untzaenea, Calle de / Untzaenea Kalea (2014)
- Vitoria, Calle de / Vitoria-Gasteiz Kalea (1992)
- Wiesbaden, Calle de / Wiesbaden Kalea (1992)
- Zarauz, Calle de / Zarautz Kalea (Avenida de Zarauz, 1962)
- Zubimusu, Parque de / Zubimusu Parkea (1992)
- Zumalacárregui, Avenida de / Zumalakarregi Hiribidea (Avda. Eustasio Amilibia, 1917; Avenida de Zumalacárregui, 1937)